# Urbanus
Urbain Joseph Servranckx (Dilbeek, 7 de junho de 1949), conhecido por seu nome artístico Urbanus, é um comediante, ator, cantor e cartunista belga.